# Денисенко, Эдуард Михайлович
Эдуа́рд Миха́йлович Денисе́нко (укр. Едуард Михайлович Денисенко; род. 9 января 1964, Запорожье) — советский и украинский футболист, выступавший на позициях полузащитника и нападающего

## Биография
Воспитанник запорожской СДЮШОР «Металлург». Сезон 1980 года провёл в составе «Металлурга», однако на поле ни разу не появился. В следующем году перешёл в кировоградскую «Звезду», в составе которой дебютировал во второй союзной лиге. Уже в следующем сезоне стал одним из игроков основного состава кировоградцев, появлявшись на поле в большинстве матчей. Отыграв 5 сезонов за «Звезду», в 1986 году был приглашён в ирпенское «Динамо», фактически являвшееся дублем киевского «Динамо», однако проведя в команде чуть больше года, уже в 1987 году вернулся в Кировоград. Продолжил выступления в «Звезде» до распада СССР. Первый чемпионат независимой Украины начал в ахтырском «Нефтянике», дебютировавшем в высшей лиге. Первую игру на высшем уровне украинского футбола провёл 10 марта 1992 года, на 57-й минуте выездного матча против киевского «Динамо» заменив Игоря Задорожного. Всего в высшей лиге отыграл 10 матчей. В мае-августе 1992 года снова выступал за «Звезду», после чего вернулся в «Нефтяник». В 1993 году стал игроком желтоводского «Сириуса», в составе которого стал победителем переходной лиги чемпионата Украины. В сезоне 1994/95 отправился в Венгрию, где выступал за местный клуб «Тисалёк» из одноимённого города, после чего завершил карьеру

## Достижения
- Победитель Переходной лиги чемпионата Украины: 1993/94